# 威爾斯環境局
威爾斯環境局（英語：Environment Agency Wales）是威爾斯政府下屬的機構，1996年至2013年間隸屬於英格兰环境局。其成立的主要目標是保護和改善威爾斯的環境並促進可持續發展。2013年4月1日，威爾斯環境局與威爾斯鄉村委員會和威爾斯林業委員會合併為一個單一機構：威爾斯自然資源局。
威爾斯環境局的職責範圍沿威爾斯東部邊界由迪伊河和懷伊河的流域界定。威爾斯塞文河的部分由其他機構管理，而英格蘭迪伊河和懷伊河流域的部分則由威爾斯環境局管理。